# Xavier Florencio
Pour les articles homonymes, voir Florencio et Cabré (homonymie).
Florencio  Cabre est un nom espagnol. Le premier nom de famille, en général paternel, est Florencio ; le second, en général maternel, souvent omis, est Cabre.
Xavier Florencio Cabre, né le 26 décembre 1979 à Mont-roig del Camp dans la province de Tarragone, est un coureur cycliste espagnol professionnel de 2001 à 2013. Il est actuellement directeur sportif de l'équipe Bahrain-Victorious.

## Carrière
Xavier Florencio Cabré est un cycliste catalan né le 26 décembre 1979 à Mont-roig del Camp (Tarragone). Issu d'’une famille de cyclistes, son père José et sa sœur Nuria ont été cyclistes professionnels. Il vit actuellement en Andorre avec sa femme Xary, qui a également été cycliste professionnelle. Ses deux filles (Lola et Véra) sont ses plus grands fans.
Il commence comme cycliste professionnel au sein de l’équipe ONCE-Eroski en août 2000 dans le Tour de Galice, d'abord en tant que stagiaire.
Il reste dans cette formation jusque fin 2003, passant ensuite deux ans, 2004 et 2005, dans l’équipe Relax-Bodysol, et la deuxième année dans l’équipe Relax-Fuenlabrada.
Après deux ans dans l’équipe Relax, il court pendant trois ans en France chez Bouygues Telecom, où il obtient ses meilleurs résultats en gagnant la Classique de Saint-Sébastien en 2006, battant aux sprint un groupe d’illustres coureurs comme Stefano Garzelli, Andrey Kashechkin et Alejandro Valverde.
Après l’équipe Française, il signe pour deux saisons avec Cervelo Test Team, dont le leader principal est Carlos Sastre, qui a lui-même choisi Xavier dans son équipe.
 En 2010, il est écarté à la veille du départ du Tour de France pour "une violation du règlement interne" de son équipe puisqu'il avait pris un médicament contenant de l'éphédrine afin de combattre une gêne à la selle.
Après l’équipe suisse, il signe avec l’équipe Geox-TMC pour une année de cyclisme professionnel, ensuite il passe à Katusha.
Le 25 octobre 2013, il annonce la fin de sa carrière de cycliste à l'âge de 32 ans pour raisons de santé, à cause de problèmes de l’artère iliaque. Néanmoins, il reste actif dans l’équipe Katusha, en 2014 comme assistant, et en 2015 il devient directeur sportif .
 
Aujourd’hui, il est toujours actif dans le cyclisme comme directeur sportif et comme entrepreneur dans le milieu hôtelier et du service.

## Palmarès et classements mondiaux

### Palmarès amateur
- 1996
  -  Champion d'Espagne sur route juniors
  - Bizkaiko Itzulia
- 1997
  - 2e du championnat d'Espagne de poursuite juniors
  - 3e du championnat d'Espagne sur route juniors
  - 3e du championnat d'Espagne de course aux points juniors
- 1998
  -  Champion d'Espagne de l'américaine[n 2]
  - Loinatz Proba
  - 2e de l'Antzuola Saria
  - 2e du Mémorial Etxaniz
  - 2e du championnat d'Espagne de poursuite par équipes
- 1999
  -  Champion d'Espagne de poursuite par équipes[n 3]
  -  Champion d'Espagne de course aux points espoirs
  - Trofeo Villa de Durango
  - 2e du Premio Primavera
- 2000
  - San Martín Proba

### Palmarès professionnel
- 2002
  - 1re étape du Tour de l'Avenir
  - 3e du Tour de La Rioja
- 2006
  - Classique de Saint-Sébastien
  - 3e du Tour de l'Ain
- 2007
  - 9e de la Classique de Saint-Sébastien
- 2008
  - 3e du Tour de la Communauté valencienne
- 2009
  - 3e du Tour du Limousin
- 2012
  - 9e de la Classique de Saint-Sébastien

### Résultats sur les grands tours

#### Tour de France
3 participations
- 2007 : 46e
- 2008 : 101e
- 2010 : interdit de départ[4]

#### Tour d'Espagne
8 participations
- 2004 : 90e
- 2005 : 98e
- 2006 : non-partant (16e étape)
- 2007 : non-partant (13e étape)
- 2008 : 36e
- 2009 : 59e
- 2010 : 104e
- 2012 : 105e

### Classements mondiaux
| Année                  | 2006 | 2007 | 2008 | 2009 | 2010 | 2011  | 2012 | 2013 |
| ---------------------- | ---- | ---- | ---- | ---- | ---- | ----- | ---- | ---- |
| Classement ProTour     | 58e  | 157e |      |      |      |       |      |      |
| Calendrier mondial UCI |      |      |      | 235e |      |       |      |      |
| UCI World Tour         |      |      |      |      |      |       | 164e | nc   |
| UCI Asia Tour          |      |      |      | 131e |      |       |      |      |
| UCI Europe Tour        |      |      |      | 172e | 366e | 1075e |      |      |